# Polinomios de Laguerre
Los polinomios de Laguerre son una familia de polinomios ortogonales, llamados así en honor de Edmond Laguerre, surgen al examinar las soluciones a la ecuación diferencial:
{\displaystyle x\,y''+(1-x)\,y'+n\,y=0\,}
Desarrollando {\displaystyle y} en serie de potencias se obtiene una relación de recurrencia entre coeficientes consecutivos como la que sigue:
{\displaystyle a_{k+1}={\frac {k-n}{(k+1)^{2}}}a_{k},\ \ k=0,1,2,...;\ \ \ y(x)=\sum _{k=0}^{\infty }a_{k}x^{k}\,}
Puede verse que siempre que n sea natural se anula el coeficiente de toda potencia mayor (y distinta) que n. Esto es, una de las soluciones linealmente independientes es un polinomio de grado n (polinomio de laguerre de orden n, que notaremos por Ln(x)). Para encontrar la otra solución linealmente independiente han de estudiarse las soluciones de la ecuación más general {\displaystyle y''(x)+p(x)y'(x)+q(x)y(x)=0}.

## Definición
El polinomio de Laguerre de orden n puede definirse como sigue:
{\displaystyle L_{n}(x)={\frac {e^{x}}{n!}}{\frac {d^{n}}{dx^{n}}}(x^{n}e^{-x}).}
Que tras desarrollar queda de la forma:
{\displaystyle L_{n}(x)=\sum _{k=0}^{n}(-1)^{k}{n \choose k}{\frac {1}{k!}}x^{k}=\sum _{k=0}^{n}(-1)^{k}{\frac {n!}{(n-k)!k!k!}}x^{k}}
algunos de estos polinomios son:
| n | {\displaystyle L_{n}(x)\,}                                                   |
| 0 | {\displaystyle 1\,}                                                          |
| 1 | {\displaystyle -x+1\,}                                                       |
| 2 | {\displaystyle (x^{2}-4x+2)/2\,}                                             |
| 3 | {\displaystyle (-x^{3}+9x^{2}-18x+6)/6\,}                                    |
| 4 | {\displaystyle (x^{4}-16x^{3}+72x^{2}-96x+24)/24\,}                          |
| 5 | {\displaystyle (-x^{5}+25x^{4}-200x^{3}+600x^{2}-600x+120)/120\,}            |
| 6 | {\displaystyle (x^{6}-36x^{5}+450x^{4}-2400x^{3}+5400x^{2}-4320x+720)/720\,} |

Los polinomios de Laguerre también pueden ser definidos mediante la integral:
{\displaystyle L_{n}(x)={\frac {1}{2\pi i}}\oint {\frac {e^{-xt/(1-t)}}{(1-t)\,t^{n+1}}}\;dt}
Integrando en sentido contrario a las agujas del reloj sobre cualquier camino cerrado en torno al origen del plano complejo y contenido en el disco |t| < 1.

## Función generatriz
La función generatriz de los polinomios de Laguerre viene dada por:
{\displaystyle \psi (x,t)=\sum _{n=0}^{\infty }{L_{n}(x)}t^{n}=\sum _{n=0}^{\infty }\sum _{k=0}^{n}{\frac {(-1)^{k}}{k!}}{n \choose k}x^{k}t^{n}\ \ \ |t|<1}
Cambiando el orden de los sumatorios, haciendo el cambio m = n - k y reordenando queda lo que a continuación:
{\displaystyle \psi (x,t)=\sum _{k=0}^{\infty }{\frac {(-1)^{k}}{k!}}x^{k}t^{k}\sum _{m=0}^{\infty }{m+k \choose k}t^{m}}
Que sabiendo que {\displaystyle \ \scriptstyle \sum _{m=0}^{\infty }{m+k \choose k}t^{m}=\left({\frac {1}{1-t}}\right)^{k+1}\ \ \forall \ |t|<1}, y después de reagrupar queda de la forma:
{\displaystyle \psi (x,t)={\frac {1}{1-t}}\sum _{k=0}^{\infty }{\frac {1}{k!}}\left({\frac {-xt}{1-t}}\right)^{k}={\frac {1}{1-t}}\exp {\left({\frac {-xt}{1-t}}\right)}}

### Relaciones de recurrencia
A partir de la función generatriz, despejando la exponencial y derivando respecto de t se puede llegar a una relación de recurrencia como la siguiente:
{\displaystyle (n+1)L_{n+1}(x)=(2n+1-x)L_{n}(x)-nL_{n-1}(x)\,}
Conocidos los dos primeros polinomios (ver tabla) puede utilizarse esta fórmula para obtener el de grado n.

## Ortogonalidad
Los polinomios de Laguerre son ortogonales según el producto escalar:
{\displaystyle \left\langle L_{n}|L_{m}\right\rangle =\int _{0}^{\infty }L_{n}(x)L_{m}(x)e^{-x}dx=\delta _{nm}}
Siendo {\displaystyle \delta _{nm}} la delta de Kronecker. No obstante podemos definir las funciones:
{\displaystyle \varphi _{n}(x)=L_{n}(x)e^{-x/2}}
Que claramente son ortonormales respecto del producto escalar ordinario:
{\displaystyle \left\langle \varphi _{n}|\varphi _{m}\right\rangle =\int _{0}^{\infty }\varphi _{n}(x)\varphi _{m}(x)dx=\delta _{nm}}
Despejando de su definición los polinomios de Laguerre y sustituyendo en la ecuación de Laguerre obtenemos la ecuación diferencial que nos da estas funciones como solución:
{\displaystyle x\varphi _{n}''(x)+\varphi _{n}'(x)+\left(n+{\frac {1}{2}}-{\frac {x}{4}}\right)\varphi _{n}(x)=0}

## Polinomios asociados de Laguerre
También llamados polinomios de Laguerre generalizados, son polinomios que cumplen la siguiente ecuación diferencial:
{\displaystyle xy''(x)+(m+1-x)y'(x)+ny(x)=0\,}

### Definición
Quedan definidos a partir de las derivadas de los polinomios de Laguerre:
{\displaystyle L_{n}^{m}(x)=(-1)^{m}{\frac {d^{m}}{dx^{m}}}L_{n+m}(x),\ m\leq n}
Aunque en ocasiones puede resultar ventajoso emplear la fórmula de Rodrigues:
{\displaystyle L_{n}^{m}(x)={\frac {e^{x}x^{-m}}{n!}}{\frac {d^{n}}{dx^{n}}}(e^{-x}x^{n+m})}
Derivando, según la definición se obtiene:
{\displaystyle L_{n}^{m}(x)=\sum _{k=0}^{n}(-1)^{k}{n+m \choose n-k}{\frac {1}{k!}}x^{k}}

### Función generatriz y relaciones de recurrencia
La función generatriz viene dada por:
{\displaystyle \psi _{m}(x,t)=\sum _{n=m}^{\infty }L_{n}^{m}(x)t^{n}={\frac {1}{(1-t)^{m+1}}}\exp {\left({\frac {-xt}{1-t}}\right)}\ \ \ |t|<1}
De la que se derivan las relaciones de recurrencia que cumplen; algunas de las cuales son las siguientes:
{\displaystyle L_{n}^{m}(x)=L_{n}^{m+1}(x)-L_{n-1}^{m+1}(x)}
{\displaystyle {\frac {d}{dx}}L_{n}^{m}(x)=-L_{n-1}^{m+1}(x)}
{\displaystyle nL_{n}^{m}(x)=(n+m)L_{n-1}^{m}(x)+(n-x)L_{n-1}^{m+1}(x)}
{\displaystyle xL_{n}^{m+1}(x)=(n+m)L_{n-1}^{m}(x)-(n-x)L_{n}^{m}(x)}

### Ortogonalidad
Los polinomios asociados de Laguerre son ortogonales respecto la función peso {\displaystyle \scriptstyle x^{m}e^{-x}}. Se cumple que:
{\displaystyle \left\langle L_{n}^{m}|L_{n'}^{m}\right\rangle =\int _{0}^{\infty }e^{-x}x^{m}L_{n}^{m}(x)L_{n'}^{m}(x)dx={\frac {\Gamma (n+m+1)}{n!}}\delta _{nn'}}
Otra relación de importancia que cumplen es la siguiente:
{\displaystyle \left\langle L_{n}^{m}|xL_{n}^{m}\right\rangle =\int _{0}^{\infty }e^{-x}x^{m+1}L_{n}^{m}(x)L_{n}^{m}(x)dx={\frac {\Gamma (n+m+1)}{n!}}(2n+m+1)}

Donde {\displaystyle \scriptstyle \Gamma (k)} es la función Gamma.
Como con los polinomios de Laguerre, se encuentra que las siguientes funciones son ortonormales respecto de la función peso 1:
{\displaystyle \varphi _{nm}(x)={\sqrt {\frac {n!}{\Gamma (n+m+1)}}}e^{-x/2}x^{m/2}L_{n}^{m}(x)}
Son de importancia en mecánica cuántica otras que son ortonormales respecto de la función peso {\displaystyle \scriptstyle x^{2}} (debido a la forma que toma la integral de volumen en coordenadas esféricas) que surgen como solución a la parte radial de la ecuación de Schrödinger para el átomo hidrogenoide. Estas funciones son las siguientes:
{\displaystyle R_{nl}(\rho )=Ne^{-\rho /2}\rho ^{l}L_{n+l-1}^{2l+1}(\rho )}
En general las funciones construidas de la forma:
{\displaystyle \varphi _{nm\nu }(x)=e^{-x/2}x^{\nu }L_{n}^{m}(x)}
Son ortogonales respecto de la función peso {\displaystyle \scriptstyle x^{m-2\nu }} y son solución de la ecuación:
{\displaystyle x\varphi _{nm\nu }''(x)+(m+1-2\nu )\varphi _{nm\nu }'(x)+\left[n+{\frac {m+1}{2}}-{\frac {x}{4}}+{\frac {\nu (\nu -m)}{x}}\right]\varphi _{nm\nu }=0}

### Relación con los polinomios de Hermite
Los polinomios de Laguerre se relacionan con los polinomios de Hermite como sigue:
{\displaystyle L_{n}^{-1/2}(x^{2})={\frac {(-1)^{n}}{2^{2n}n!}}H_{2n}({\sqrt {x}})}
{\displaystyle L_{n}^{1/2}(x^{2})={\frac {(-1)^{n}}{2^{2n+1}n!}}{\frac {H_{2n+1}({\sqrt {x}})}{\sqrt {x}}}}